# Hjortfot

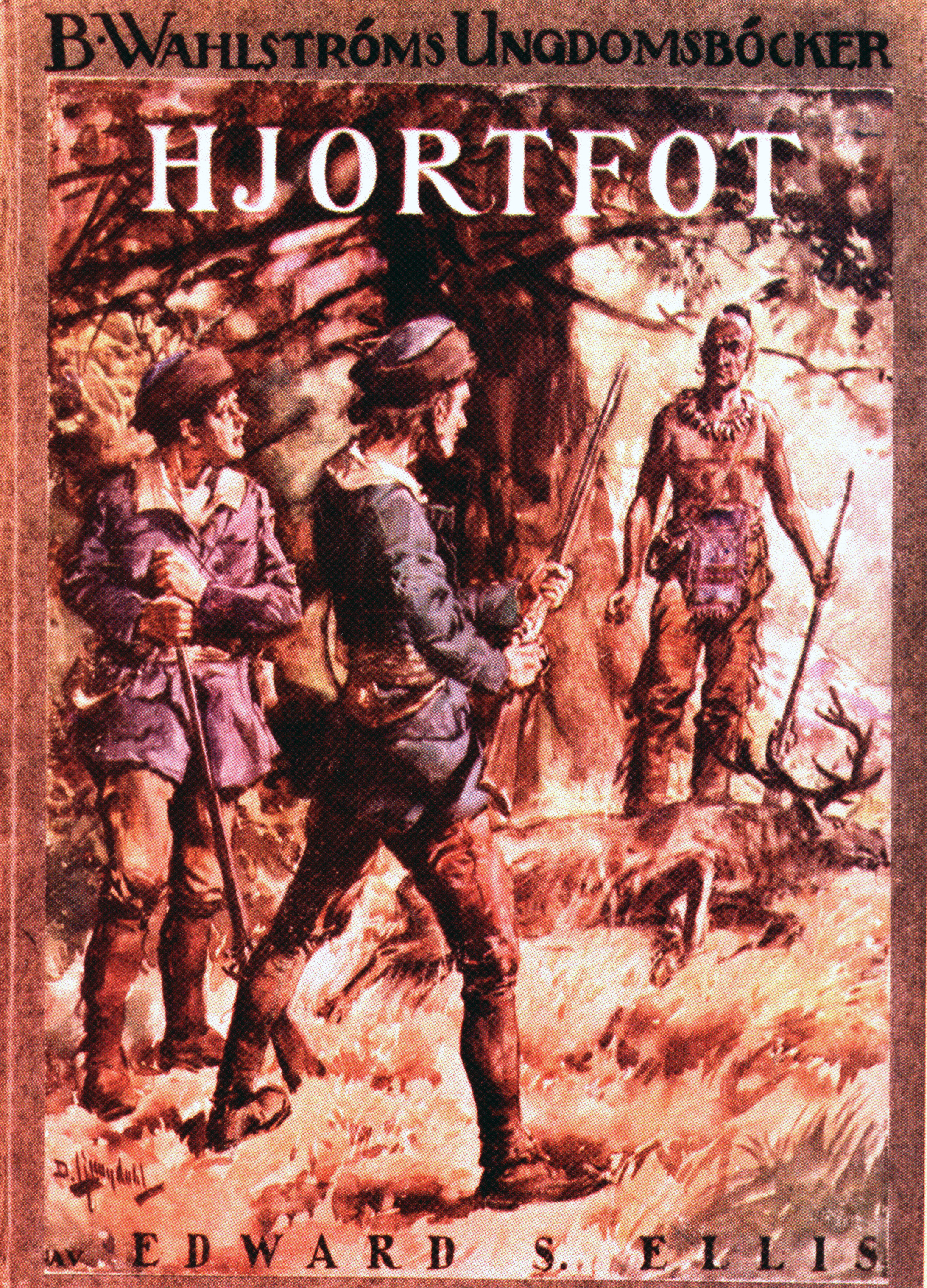
Hjortfot. Bokomslag av David Ljungdahl 1919

Hjortfot (engelska Deerfoot) är en fiktiv person som förekommer i en serie indianböcker av den amerikanske författaren Edward S. Ellis. 

## Utgivning
På svenska utkom böckerna länge på B. Wahlströms bokförlag (med gröna ryggar). I följande böcker i serien förekommer Hjortfot: 
- 19. Nybyggarna i Kentucky (Blockhuset vid Lickingfloden / Blockhuset i urskogen / Striden vid blockhuset)
- 25. Hjortfot
- 31. Hjortfot på prärien
- 34. Hjortfot i Klippiga Bergen
- 81. Kolonisterna vid Ohiofloden (Bakhållet vid/i Ohio / Striden på floden )
- 89. På strövtåg med Hjortfot (Ned i urskogen)
- 104. I rödskinnens våld
- 112. Hjortfot i vildmarken
- 175. De unga spejarna
- 192. Hjortfot och nybyggarna
- 208. Hjortfots sista strid
- 236. Med Hjortfot på äventyr
- 288. Hjortfot och pälsjägarna

(Kronologisk läsordning: 19, 81, 25, 31, 34, 89, 175, 236, 104, 112, 192, 288 och 208.)